# 산꿩의밥
산꿩의밥(학명: Luzula multiflora)은 벼목 골풀과 꿩의밥속에 속하는 여러해살이풀이다. 꿩의밥과 같은 속에 속하며, 보다 깊은 산중에서 자란다. 높이는 20~40cm이다. 열매가 꿩을 비롯한 산새들의 먹이가 되기에 산꿩의밥이라는 이름이 붙었다. 유럽·동아시아·북아프리카·북아메리카 등 전세계적으로 분포한다.